# Hermann Frommherz
Hermann Frommherz (* 10. August 1891 in Waldshut-Tiengen in Baden; † 30. Dezember 1964 ebenda) war ein deutscher Offizier, zuletzt Generalmajor der Luftwaffe im Zweiten Weltkrieg.

## Frühe Jahre und Erster Weltkrieg
Nach Beendigung der Oberrealschule diente Frommherz vom 1. Oktober 1911 bis Ende September 1912 als Einjährig-Freiwilliger beim mecklenburgischen Jäger-Bataillon 14 in Colmar/Elsass. Am 30. September 1912 wurde er in die Reserve entlassen. Danach nahm er ein Studium an der Technischen Hochschule Stuttgart auf. 
Nach dem Ausbruch des Ersten Weltkrieges wurde Frommherz eingezogen und dem 5. Badischen Infanterie-Regiment Nr. 113 in Freiburg im Breisgau zugeteilt, mit dem er an den Gefechten in Elsass-Lothringen teilnahm. Im Januar 1915 wurde er, inzwischen Unteroffizier, zum Reserve-Infanterie-Regiment 250 versetzt, das im Februar 1915 im Rahmen der 10. Armee an der Winterschlacht in Masuren teilnahm.
Am 1. Juni 1915 wechselte Frommherz zur Fliegertruppe, wo er bis Ende November 1915 eine Ausbildung zum Flugzeugführer in den Fliegerschulen Freiburg/Breisgau und Darmstadt erhielt. Anschließend flog er als Kampffliegerpilot von Dezember 1915 bis gegen Ende 1916 im Kampfgeschwader IV bei Verdun und an der Somme und danach bis Ende Februar 1917 im Kampfgeschwader I in Rumänien und Mazedonien. Seine Beförderung zum Leutnant der Reserve erfolgte am 1. August 1916. Am 1. März 1917 wurde er in die Jagdstaffel 2 (Jagdstaffel Boelcke) in Nordfrankreich versetzt. Dort erzielte er am 11. und 14. April 1917 mit seinem Blaue Maus genannten Albatros D.III-Doppeldecker seine beiden ersten Luftsiege, bei denen er seine Kontrahenten jedes Mal zur Landung zwang und diese dann von Bodentruppen gefangen genommen wurden. Bei einem Absturz am 1. Mai 1917 wurde er jedoch schwer genug verletzt, dass er seine fliegerische Laufbahn vorerst unterbrechen musste. Nach seiner Genesung war er von Oktober 1917 bis Ende Februar 1918 Ausbilder an der Fliegerschule in Lübeck. Am 1. März 1918 kehrte er zur Jagdstaffel 2 zurück, wo er nun einen Fokker Dr.I-Dreidecker flog und am 28. Juli 1918 seinen zehnten Luftsieg errang. Am 1. August 1918 wurde er als Nachfolger Hermann Görings zum Führer der Jagdstaffel 27 ernannt, die unter seiner Führung bis Kriegsende, bei drei eigenen Verwundungen, 82 Flugzeugabschüsse erzielte. Er selbst erzielte in dieser Zeit mit einer Fokker Dr.I und einer Fokker D.VII 22 weitere Luftsiege, den letzten am 4. November 1918. Er wurde am 22. Oktober 1918 nach seinem 26. Luftsieg für den Orden Pour le Mérite eingereicht, den er jedoch infolge des Kriegsendes und der Abdankung des Kaisers nicht mehr erhielt. Zuvor war er u. a. mit dem Eisernen Kreuz beider Klassen, dem Großherzoglich-Badener Militär-Karl-Friedrich-Verdienstorden und dem Ritterkreuz des Königlichen Hausordens von Hohenzollern mit Schwerten ausgezeichnet worden.

## Weimarer Republik
Nach dem Ende des Krieges gründete Frommherz am 15. Dezember 1918 eine Polizei-Fliegerstaffel, die Fliegerstaffel Haßfeld, die er bis zu ihrem Verbot Ende April 1919 führte. Danach ging er als Pilot zur Deutschen Luft-Reederei in Berlin. 1920 kehrte er nach Baden zurück und wurde Leiter des neuen Flugplatzes Lörrach und einer der Führer und Piloten des 1919 gegründeten Luftpost- und Passagierdiensts Badische Luftverkehrs-Gesellschaft (BALUG). Er hatte seine Fokker D.VII „gerettet“ und nach Lörrach gebracht. “Seine Kunstflüge mit dieser Maschine waren damals eine Sensation. Er soll sogar unter der Tumringer Wiesenbrücke durchgeflogen sein.” Die Luftpostlinie erwies sich als nicht gewinnträchtig, aber Frommherz und Ernst von Althaus, ehemaliger Staffelkapitän in der Jagdstaffel Boelke, führten weiterhin Passagierflüge durch, die hauptsächlich von Schweizern in Anspruch genommen wurden. Aber schon am 2. Juli 1921 mussten auf Anordnung der Siegermächte der Flugplatz aufgegeben und die Flugzeuge demoliert werden. Zuvor stiegen Frommherz und zwei Kameraden noch einmal zu einem Abschiedsflug über Lörrach auf, mit schwarzen Wimpeln an den Tragflächen.
1925 war Frommherz einige Monate als Ausbilder in Lipezk in der Sowjetunion, wo die Reichswehr auf der Geheimen Fliegerschule und Erprobungsstätte geheime (weil verbotene) Pilotenschulung betrieb. Von Juni 1927 bis 1931 war er Fluglehrer und Flugleiter an der Verkehrsfliegerschule in Berlin. 1931/32 war er in China, wo er als Instrukteur Luftwaffenpersonal der  Nationalchinesischen Regierung in Kampftechniken unterwies.

## Zeit des Nationalsozialismus und Zweiter Weltkrieg
1932 kehrte er nach Deutschland zurück und war erneut bei der deutschen Verkehrsfliegerschule bis Ende September 1934 als Lehrer tätig. Während dieser Zeit wurde er von Dezember 1933 bis Ende September 1934 zur Inspektion der Fliegerreserve in das Reichsluftfahrtministerium (RLM) seines lebenslangen Freunds Hermann Göring berufen. Am 1. Oktober 1934 wurde Frommherz mit dem Dienstgrad Hauptmann in die im Aufbau befindliche Luftwaffe eingestellt. Bis Ende September 1935 war er Ausbildungsleiter bei der Inspektion der Fliegerreserve im RLM. Am 1. Oktober 1935 wurde er zum Major befördert und als Ausbildungsleiter an die Jagdfliegerschule in Schleißheim versetzt. Am 1. April 1936 wurde Frommherz Staffelkapitän im Jagdgeschwader 134 „Horst Wessel“ in Dortmund. Nach seiner Beförderung zum Oberstleutnant am 1. April 1938 erfolgte am 1. Juli 1938 seine Ernennung zum Kommandeur der I. Gruppe des gleichen Geschwaders, das bald darauf, am 1. November 1938, in Jagdgeschwader 142 und schon am 1. Januar 1939 in Zerstörergeschwader 142 umbenannt wurde. Mit dieser Einheit war er an der Besetzung des Sudetenlands im Oktober 1938 beteiligt.
Vom 1. Februar 1939 bis zum 30. Juni 1941 war Frommherz Kommandeur der Jagdfliegerschule 2 in Schleißheim. In dieser Dienststellung wurde er am 1. Oktober 1939 zum Oberst befördert. Von Juli bis September 1941 war er Inspizient der Nachtjagdschulen der 1. Jagd-Division. Am 1. Oktober 1941 erfolgte seine Ernennung zum Jagdfliegerführer Berlin. Danach war er von April bis September 1942 Jagdfliegerführer Deutsche Bucht. sowie von Oktober 1942 bis September 1943 wieder Jagdfliegerführer Berlin. Zwar wurde Frommherz am 1. April 1943 noch zum Generalmajor befördert, aber des konservativen Monarchisten und Nationalisten bekannte Abneigung gegen die NSDAP stand seiner Berufung in wichtigere Kommandostellen im Weg. Am 1. Oktober 1943 wurde Frommherz Kommandierender General der Flieger-Bodenorganisationen, die er bis zum 30. September 1944 befehligte. Von Oktober 1944 bis Mitte März 1945 war er Flughafenbereichs-Kommandant 2/I in Königsberg und Danzig und zugleich Kommandeur der Luftgau-Truppen I. 
Am 16. März 1945 wurde Frommherz in die Führerreserve versetzt und erhielt bis Kriegsende kein Kommando mehr. Am 1. Mai 1945 kam er in französische Kriegsgefangenschaft, aus der er am 30. November 1946 entlassen wurde.

## Nachkriegsjahre
Er kehrte nach Waldshut zurück, lebte dort zurückgezogen mit seiner Frau Anny, geb. Wunderlich, die bereits 1953 im Alter von nur 53 Jahren verstarb, und starb dort am 31. Dezember 1964.